# Joinvillea ascendens
Espèce
Joinvillea ascendens est une espèce de plantes à fleurs de la famille des Joinvilleaceae. Son aire de répartition indigène est l'archipel d'Hawaï. Il pousse principalement dans le biome tropical humide.

## Description
Joinvillea ascendens est un géophyte pérenne ou rhizomateux. Il s'agit d'herbes érigées de 1,5 à 5 m de haut.
Les feuilles sont des lames étroitement elliptiques de 45-80 cm de long et 4,5-16 cm de large, plicaturées avec 7 à 13 plis. Les deux surfaces des feuilles présentent des soies éparses, la surface inférieure également peu ou modérément pubescente, avec des auricules jusqu'à environ 10-40 mm de long. Les fleurs ont des tépales aussi à deux fois plus longs que larges qui se séparant généralement avec l'âge. Les tépales externes sont ovales à orbiculaires-ovales de 1,7-4 mm de long, 1,4-2,2 mm de large, avec une nervure centrale et rarement 1 ou 2 nervures latérales discrètes et un apex mucroné et parfois réfléchi. Les tépales internes sont orbiculaires-ovales de 1,8-3,5 mm de long, 1,6-2,6 mm de large, apex tronqué, devenant parfois réticulé avec l'âge. Les fruits mesurent de 3,3-5,8 mm de diamètre, les styles sont non persistants sur le fruit.

## Répartition et habitat
Joinvillea ascendens est présent en Malésie, en Nouvelle-Calédonie, dans les îles Caroline, dans les Samoa occidentales et à Hawaï.

## Systématique
Le nom correct complet (avec auteur) de ce taxon est Joinvillea ascendens Gaudich. ex Brongn. & Gris.
Joinvillea ascendens a pour synonymes :
- Joinvillea ascendens Gaudich.
- Joinvillea gaudichaudeana Brongn. & Gris
- Joinvillea gaudichaudiana Brongn. & Gris